# هانتلی (میزوری)
هانتلی (به انگلیسی: Huntleigh) یک شهر در ایالات متحده آمریکا است که در شهرستان سنت لوئیس، میزوری واقع شده‌است. هانتلی ۲٫۵۹ کیلومتر مربع مساحت و ۳۳۴ نفر جمعیت دارد و ۱۶۹ متر بالاتر از سطح دریا قرار دارد.